# Osebna čvrstost
Osebna čvrstost je skupek lastnosti, ki pomenijo večjo odpornost na stres in bolj uspešno spoprijemanje s stresom. Vpliva na posameznikovo oceno situacije, v kateri se znajde. Osebe z višjo osebno čvrstostjo z manj negativnimi posledicami prenesejo razmeroma hude obremenitve, saj je zanje za razliko od osebnostno manj čvrstih oseb značilno večje občutje angažiranosti, izzvanosti in nadzora. Takšni posamezniki potencialne stresorje zaznavajo kot manj ogrožajoče, značilno je višje pričakovanje uspeha, bolj pogosto tudi uporabljajo spoprijemanje usmerjeno na problem.,

## Osebnostna čvrstost na delovnem mestu

### Osebnostna čvrstost
Različni ljudje na stresorje in stresne situacije reagiramo različno. Kako bomo na določen stresor ali situacijo odreagirali in kakšen bo izid našega spoprijemanja je odvisno tudi od naših osebnostnih značilnosti. Nekdo se bo brez težav spoprijel z določeno stresno situacijo npr. na delovnem mestu, medtem ko bo lahko nekoga drugega enaka situacija povsem zlomila. Reakcija na stresorje oz. stresne situacije je odvisna tudi od tega, v katerem življenjskem obdobju posameznika bo nastopila. Posameznik bo lahko v določenem obdobju stresno situacijo brez težav prebrodil, v nekem drugem obdobju pa se z njo ne bo tako uspešno spoprijel. Vidimo, da je za spoprijemanje s stresorji in stresnimi situacijami značilna velika spremenljivost tako med posamezniki kot tudi znotraj posameznika (Kobal Grum in Musek, 2009). Suzanne Kobasa (1979) je avtorica najbolj znane kombinacije osebnostnih značilnosti, ki delujejo najbolj ugodno oz. neugodno na izid spopada s stresom. Poimenovala jo je konstrukt osebnostne čvrstosti. Kobal Grum in Musek (2009) opredeljujeta osebnostno čvrstost kot sposobnost uspešnega premagovanja stresov, ki jo opredeljujejo naslednje značilnosti, ki se skladajo z značilnostmi konstrukta Kobase (1979): angažiranost, izzvanost in občutje nadzora. Sposobnost uspešnega premagovanja stresa je tem večja, čim bolj se posameznik loteva življenjskih nalog in ovir aktivno in angažirano, čim bolj jih jemlje kot izziv, in ne kot neobvladljivo prepreko in čim bolj je prepričan, da sam nadzoruje dogodke in svoje življenje (Kobal Grum in Musek, 2009). Kobasa in sodelavci so na osnovi raziskav izdelali lestvico osebne čvrstosti, ki vsebuje 6 podlestvic, s katerimi lahko merimo posamezne komponente osebnostne čvrstosti ali pa skupno vrednost vseh komponent konstrukta (Musek, 1993, v: Slivar, 1996).

### Osebnostna čvrstost v povezavi s stresorji in obremenitvami
Raziskovalci stresa pogosto razlikujejo med stresorji in obremenitvami (“strains“). Prvi se nanašajo na okoliščine v posameznikovem življenju, ki zahtevajo prilagojen odziv in lahko pri posamezniku povzročijo nastanek bolezni. Stresorji so lahko tako pomembni življenjski dogodki kot npr. ločitev ali izguba delovnega mesta, kot tudi vsakodnevne sitnosti – npr. konflikt s sodelavcem na delovnem mestu. Obremenitve oz. napori pa označujejo negativne zdravstvene izide, ki doletijo posameznika kot posledica izpostavljenosti stresorjem. Negativni zravstveni izidi lahko vključujejo psihološke bolezni (npr. anksioznost in depresijo) in fizične bolezni (npr. glavoboli, slabosti). Poleg tega lahko izpostavljenost obremenitvam povzroči znižanje/poslabšanje pozitivnih zdravstvenih izidov, kot npr. zadovoljstva z življenjem, pozitivnega trenutnega stanja in vedenja, ki promovira zdrav način življenja (Eschleman in Bowling, 2010). V svoji raziskavi sta Eschleman in Bowling (2010) na podlagi dokazov dotedanjih raziskav Kobase in sodelavcev (1979) predvidevala negativno povezanost med osebnostno čvrstostjo in stresorji ter obremenitvami. Kot prvi razlog za negativno povezanost navajata zaznavne procese. Osebnostno čvrsti posamezniki naj bi bili nagnjeni k zaznavanju manjšega števila stresorjev v njihovem okolju. Osebnostno čvrst zaposleni naj bi stresorje, kot npr. podaljšan delovni čas ali dodelitev različnih delovnih nalog, zaznaval drugače kot zaposleni z nizko osebnostno čvrstostjo. Druga možna razlaga je ta, da se bolj angažirani zaposleni, bolj aktivno vključujejo in iščejo zanimive ter stimulativne aktivnosti v svojem okolju. To pomeni, da se bo zaposleni ob sicer njemu manj ljubi delovni nalogi, vseeno osredotočil da njene zanimive in stimulativne dele/prednosti. Tretja možna razlaga za negativno povezanost med osebnostno čvrstostjo in stresorji ter obremenitvami pa je povezana s tretjo komponentno konstrukta – izzvanostjo. Osebnostno čvrst zaposleni naj bi bil v primerjavi z nizko osebnostno čvrstim posameznik bolj kognitivno fleksibilen in naj bi zato pogosteje jemal stresne delovne naloge in situacije kot izziv v povezavi s svojimi temeljnimi življenjskimi cilji (Kobasa, 1979). Poleg naštetih treh razlogov pa naj bi osebnostno čvrst posameznik verjel, da ima kontrolo nad okoljem, kar mu omogoča, da se proaktivno sooči z možnimi negativnimi okoliščinami, še preden te postanejo resni stresorji. Npr. osebnostno čvrst zaposleni bo prepoznal dejstvo, da neko delovno mesto zahteva dodatno delo, nadure in bo zato izbral drugo delovno mesto, ki bo zanj manj stresno in obremenjujoče. Avtorja Eschleman in Bowling (2010) zaključujeta, da osebnostno čvrsti posamezniki zaznavajo in se soočajo z manjšim številom stresorjem, na način, da aktivno oblikujejo svoje okolje. Rezultati njune raziskave potrjujejo to predpostavko, saj se je izkazalo kot bolj verjetno, da osebnostno čvrsti posamezniki občutijo manj obremenitev v prisotnosti stresorjev kot posamezniki z nizko osebnostno čvrstostjo.

### Osebnostna čvrstost v povezavi z uspešnostjo na delovnem mestu
Na uspešnost posameznikove izvedbe lahko osebnostna čvrstost najbolj vpliva, ko gre za opravljanje nalog v stresnih situacijah kot npr. na delovnem mestu in v šoli. Pri večini ljudi bodo stresne okoliščine postavile uspešno izvedbo pod preizkušnjo. Osebnostno čvrsti posamezniki se bolje spoprijemajo s stresnimi okoliščinami, zato je verjetno, da bodo pri izvedbi določene naloge uspešnejši kot nizko osebnostno čvrsti posamezniki. Avtorji Zack, Raviv in Inbar (2007, v: Eschleman in Bowling, 2010), predvidevajo še alternativno razlago, ki pravi, da je manj verjetnosti, da bodo osebnostno čvrsti posamezniki sploh izpostavljeni škodljivim fizičnim in psihičnim obremenitvam, ki bi lahko omejile njihove možnosti za uspešno izvedbo. Eschleman in Bowling (2010), sta zato v svoji raziskavi predpostavila pozitivno povezanost osebnostne čvrstosti z uspešnostjo na delovnem mestu. Predpostavko sta s svojimi rezultati tudi potrdila. Konstrukt osebnostne čvrstosti se je pomembno povezoval z uspešnostjo na delovnem mestu (p = ,026, k = 5, N = 676). Poleg tega so se z uspešnostjo na delovnem mestu podobno pozitivno povezovale tudi posamezne komponente tega konstrukta, razen izzvanosti, ki se ni statistično značilno povezovala z delovno uspešnostjo (p = ,10, k = 4, N = 451). Raziskava je pokazala, da se osebnostna čvrstost pozitivno povezuje še s socialno podporo in širšim naborom strategij za spoprijemanje s stresom, ki so pri osebnostno čvrstejših posameznih bolj proaktivne kot regresivne. Občutek večjega nadzora in angažiranost pripomoreta k temu, da se posameznik prej sooči s težavami, kot da se iz stresne situacije umakne. Osebnostno čvrstejši posamezniki bodo torej prejeli več socialne podpore in se bodo učinkovitejše spoprijemali s problemi, poleg tega bodo izpostavljeni manjšemu številu stresorjev in obremenitev, kar vse skupaj rezultira v večji uspešnosti takšnega posameznika na delovnem mestu.

### Osebnostna čvrstost, stres na delovnem mestu in primeri strategij za zmanjšanje stresa
Po mnenju Lazarusa in Folkmana (1984, v: Lambert, Lambert in Yamase, 2002) pride do stresa na delovnem mestu takrat, ko postanejo zahteve do zaposlenega obremenjujoče oz. ko te po oceni zaposlenega presegajo razpoložena sredstva. Ko se stresna situacija pojavi, posameznik velikokrat pozabi na vse svoje znanje o stresu in načinih učinkovitega spoprijemanja z njim. Stres ima lahko številne negativne posledice za posameznika na njegovem delovnem mestu, vendar jih lahko ta zmanjša z ojačitvijo svoje osebnostne čvrstosti. Stres je postal univerzalna problematika na različnih delovnih mestih. V ZDA naj bi bili stresu na delovnem mestu najbolj podvrženi zdravstveni delavci, tehniki, menedžerji, vojaški uslužbenci, vodje podjetij, športni trenerji, zabavljači, kmetje in duhovniki. Podobno so na Japonskem ugotovili, da stres na delovnem mestu najbolj vpliva na zdravstvene delavce, delavce v proizvodnji, prodajalce, managerje in učitelje na vseh stopnjah (Matsuda & Kikuchi, 1995; Oribe, 1995; Miyata idr., 1997, v: Lambert, Lambert in Yamase, 2002). Seveda je potrebno na tej točki opozoriti na medkulturne razlike v pojmovanju in zaznavanju stresa na delovnem mestu. Dr. Daniel Dana (2001, v: Lambert, Lambert in Yamase, 2002) navaja osem posledic stresa ali konfliktov (ki po mnenju avtorja prav tako pozvročajo stres) na delovnem mestu:
1. Potreba po zdravstveni pomoči, zaradi bolezni in poškodb, ki so delno psihogene;
2. Znižana motivacija za delo;
3. Večja odsotnost, zaradi bolniških in predčasnih odhod z delovnega mesta;
4. Zapravljen čas, ki ga uslužbenec porabi za spoprijemanje s stresom/konfliktom;
5. Zmanjšana kvaliteta sprejemanja odločitev (na katero vpliva stres/konflikt);
6. Izguba sposobnih delavcev, ki zaradi kroničnega stresa ali nerešenih konfliktov  zapustijo svoje delovno mesto;
7. Restrukturiranje delovnega okolja s strani vodji, z namenom zmanjšanja konfliktnih in stresnih situacij med zaposlenimi;
8. Sabotaža, kraja in škoda v povezavi s stresom in konflikti, s kateremi se sooča zaposleni.

Kot vidimo ima lahko stres za delovno organizacijo in zaposlenega velike posledice, zato je pomembno, da poskušamo pri delavcih prepoznati znake stresa na delovnem mestu. Dr. Paul Preston (1996, v: Lambert, Lambert in Yamase, 2002) navaja naslednje simptome, ki kažejo na stres na delovnem mestu in na neizogibno znižanje morale:
1. Znižana delovna učinkovitost kot tudi iniciativnost in zanimanje za delo;
2. Zavračanje sodelovanja z ostalimi (kot razlog zaposleni navaja nezadovoljstvo);
3. Negativno vedenje do delovne skupine, organizacije ali poklica;
4. Razvrednotenje posameznikovega poklica, organizacije med pogovorom, skupaj s poskusi razvrednotenja ali ignoriranja posameznikovega truda in prispevkov;
5. Povečanje absentizma;
6. Prelaganje krivde na »grešnega kozla« kot npr. vodjo, politike in partnerje. Prelaganje krivde za svoje napake in neuspehe na druge posameznike;
7. Dezorientiranost in znaki psihične ali fizične izgorelosti med obdobji naglic in kriz.

Na tej točki je potrebno izpostaviti dejstvo, da moramo ocenjevati znake stresa na delovnem mestu v daljšem časovnem obdobju, na podlagi vzorca vedenj in ne samo določene izolirane situacije.
Lambert, Lambert in Yamase (2002)  v svoji raziskavi navajajo tudi nekaj strategij za zmanjšanje stresa in jačanje posameznih komponent osebnostne čvrstosti pri posamezniku. Naštete strategije lahko uporabi vsak zaposleni za uspešnejše soočanje s stresom na delovnem mestu. Poudariti pa je potrebno, da mora vsak posameznik sam ugotoviti, katere strategije najbolje delujejo zanj. Strategije avtorji razvrščajo v tri kategorije, glede na to za jačanje katere izmed treh komponent osebnostne čvrstosti so predvidene.

##### Strategije za večanje posameznikove angažiranosti in zmanjšanje stresa
1. Ponovno premisli in vadi, kar bi naredil, ko bi se ponovno znašel v specifični stresni situaciji. Npr. premisli, kako bi lahko bolje odreagiral v določeni situaciji.
2. Z vpleteno osebo bodi direkten in mu zaupaj svoje občutke in razloge zanje. Osebo povprašaj o njenih občutjih ali interpretacijah določene situacije.
3. V mislih »predelaj« določeno situacijo. Npr. razmisli, kaj bi rad povedal določenemu sodelavcu ali vodji.

##### Strategije za večanjeposameznikovega občutka nadzorain zmanjšanje stresa
1. Poišči več informacij o situaciji. Npr. preberi knjigo ali članek, ki se nanaša na specifično problematiko, s katero imaš opravka.
2. Poskusi zmanjšati stres z različnimi strategijami, npr. s fizičnimi aktivnostmi, pogovorom z drugo osebo ipd.
3. Poskusi razvsvetliti in olepšati svoje okolje. Tako, da npr. v pisarni izobesiš kakšno sliko ali prineseš rožo, ki jo postaviš na svojo pisalno mizo.
4. Poišči globljo razlago za stresno situacijo, npr. vse se zgodi z razlogom.

##### Strategije za večanje posameznikove izzvanosti in zmanjšanje stresa
1. Uporabljaj medosebne socialne spretnosti, npr. posvetuj se z osebo, za katero meniš, da o določeni situaciji ve več kot ti oz. ima več izkušenj kot ti.
2. Vsakodnevno se opominjaj na uspehe in zasluge, te so pri marsikaterem posamezniku številnejše od njegovih neuspehov.
3. Razširi svoj vpliv in skrbi izven meja specifične delovne situacije, npr. znotraj tvoje delovne pozicije razvijaj podporne sisteme za druge zaposlene v podjetju.
4. Prizadevaj si za objektiven in intelektualen odnos oz. stališče, npr. premisli kaj je objektivno in realistično in glej na okoliščine kot priložnosti za učenje